# USSR International 1982
Die USSR International 1982 im Badminton fanden vom 29. bis zum 31. Oktober 1982 in Moskau statt. Es war die achte Auflage der Titelkämpfe.

## Sieger und Platzierte
| Disziplin    | Gold                               | Silber                            | Bronze                                |
| ------------ | ---------------------------------- | --------------------------------- | ------------------------------------- |
| Herreneinzel | Anatoliy Skripko                   | Vitaliy Shmakov                   | Steve Butler                          |
| Herreneinzel | Anatoliy Skripko                   | Vitaliy Shmakov                   | Oleg Okunev                           |
| Dameneinzel  | Svetlana Belyasova                 | Tatyana Litvinenko                | Gillian Gowers                        |
| Dameneinzel  | Svetlana Belyasova                 | Tatyana Litvinenko                | Wendy Massam                          |
| Herrendoppel | Vitaliy Shmakov Anatoliy Skripko   | Harald Klauer Karl-Heinz Zwiebler | Oleg Okunev Nikolai Kalinsky          |
| Herrendoppel | Vitaliy Shmakov Anatoliy Skripko   | Harald Klauer Karl-Heinz Zwiebler | Radiy Bilalov Viktor Samarin          |
| Damendoppel  | Wendy Massam Gillian Gowers        | Svetlana Belyasova Ludmila Suslo  | Tatyana Litvinenko Vard Poghosyan     |
| Damendoppel  | Wendy Massam Gillian Gowers        | Svetlana Belyasova Ludmila Suslo  | Monika Cassens Petra Michalowsky      |
| Mixed        | Vitaliy Shmakov Svetlana Belyasova | Edgar Michalowski Monika Cassens  | Erfried Michalowsky Petra Michalowsky |
| Mixed        | Vitaliy Shmakov Svetlana Belyasova | Edgar Michalowski Monika Cassens  | Darren Hall Gillian Gowers            |

## Finalresultate
| Disziplin    | Sieger                             | Finalist                          | Ergebnis           |
| ------------ | ---------------------------------- | --------------------------------- | ------------------ |
| Herreneinzel | Anatoliy Skripko                   | Vitaliy Shmakov                   | 9–15, 15–11, 15–11 |
| Dameneinzel  | Svetlana Belyasova                 | Tatyana Litvinenko                | 11–5, 12–10        |
| Herrendoppel | Vitaliy Shmakov Anatoliy Skripko   | Harald Klauer Karl-Heinz Zwiebler | 15–4, 15–10        |
| Damendoppel  | Wendy Massam Gillian Gowers        | Svetlana Belyasova Ludmila Suslo  | 15–11, 15–11       |
| Mixed        | Vitaliy Shmakov Svetlana Belyasova | Edgar Michalowski Monika Cassens  | 15–10, 15–11       |